# 奥尔加·诺伊维尔特
奥尔加·诺伊维尔特（德語：Olga Neuwirth，1968年8月4日－），奥地利古典作曲家、视觉艺术家和作家。她主要通过她的歌剧和音乐剧场作品而成名，这些作品往往涉及身份认同、暴力和不容忍等与时事相关的、明确的政治主题。

## 生平和工作

### 早年
诺伊维尔特出生在格拉茨，是格丽塞尔迪斯·诺伊维尔特（Griseldis Neuwirth）和钢琴家哈拉尔德·诺伊维尔特的女儿。她是格斯塔·诺伊维尔特的侄女，也是雕塑家弗洛拉·诺伊维尔特的姐姐。
7岁时，诺伊维尔特开始学习小号，但在一次事故中，她的下巴受伤，被迫放弃了原来学习小号的计划。高中时，她参加了汉斯·维尔纳·亨策和格尔德·屈尔的作曲讲习班。16岁时，她遇到了诺贝尔文学奖得主作家艾尔弗雷德·耶利内克，此后两位艺术家在艺术上有着“富有成效的合作”。当时17岁的作曲家将她的第一部委托作品命名为《黄牛舞动拉格泰姆》（德語：Die gelbe Kuh tanzt Ragtime），是为1985年施泰尔马克州秋季音乐节的开幕而创作的。
诺伊维尔特从1985年开始在旧金山音乐学院师从埃莉诺·阿默学习作曲和乐理。她还在旧金山的艺术学院学习绘画和电影。她在维也纳音乐与表演艺术大学继续学习，师从埃里希·乌尔班纳，同时在作曲和电声研究所（英語：Institute for Composition and Electroacoustics）学习。她的硕士學位論文是关于阿兰·雷奈的电影《生死恋》中的音乐，题为《论阿兰·雷奈的《生死恋》中电影音乐的使用》。1993/94年，她跟随特里斯坦·米拉伊学习，并在声学/音乐研究与协调所（IRCAM）工作，创作了诸如《“…？共振！…”》（義大利語："...?risonanze!..."）的柔音中提琴作品。在这一时期，她从与阿德里安娜·赫尔斯基（她对诺伊维尔特说：“不要动摇！继续！”）和意大利作曲家路易吉·诺诺的接触中获得了重要的灵感。诺伊维尔特曾获得与诺诺会面的机会，他也有类似的激进政治立场，她后来称这对她的生活有很大影响。

### 风格成熟期
21世纪以来，诺伊维尔特有许多室内乐作品在卡伊洛斯上发行，并与艾尔弗雷德·耶利内克合作了歌剧《羔羊节》（德語：Bählamms Fest），这部作品也受到了利奥诺拉·卡林顿的启发。她将大卫·林奇的电影《妖夜慌踪》改编为同名歌剧，结合了现场和预先录制的视听资料，以及其他电子音乐装置。世界首演于2003年在格拉茨举行，由 Klangforum Wien 演出，电子装置由电子音乐研究所（德語：Institut für Elektronische Musik, IEM）实现。该歌剧的美国首演在俄亥俄州欧柏林学院举行，并在纽约市哥伦比亚大学米勒剧院进一步演出，由欧柏林学院和欧柏林当代音乐团制作。英国的首演于2008年4月在伦敦的青年维克剧院举行，与英国国家歌剧院联合制作，由黛安娜·保卢斯执导，巴尔杜尔·布勒尼曼指挥。由卡伊洛斯发行的环绕声唱片获得了法国金音叉奖。
诺伊维尔特独特的作曲风格的特点是使用多样化的作曲技术和混合声音材料，不断质疑艺术和社会政治规范。她称其为“夹在中间的艺术”（英語：art-in-between）。斯特凡·德雷斯（Stefan Drees）说：“灾难性的、陷入未知领域的后果和分枝，是她作曲的情感基调，像一条红线一样缠绕在她的作品中。”她的作品通常被归入当代古典音乐，但自1980年代末以来，她的作品一直试图超越音乐商业所强加的流派限制。从众多的“灵感来源……来自美术、建筑、文学和音乐、思想史、心理学、自然科学和日常现实……”出发，诺伊维尔特创造了一种独特的多维度艺术。例如，在《魅影，或奇观之海的冒险》（義大利語：Le Encantadas o le avventure nel mare delle meraviglie，2014年）中，她对赫尔曼·梅尔维尔的短篇小说《魔岛魅影》（1894年）的关注，以及从路易吉·诺诺的声音世界（尤其是他极具影响力的的作品《普罗米修斯》（1984年））中获得的灵感凝聚成了一部“通过多种空间声音效果呈现的虚构冒险小说。”这部作品的出发点是对威尼斯圣洛伦佐堂的声学调查（诺伊维尔特的说法是“保护声学遗产”）。
除《妖夜慌踪》、《羔羊节》外，诺伊维尔特还创作了多部长篇音乐剧场作品，如受阿尔班·贝尔格启发的《美国露露》（英語：American Lulu，2006/11年）和《弃儿》（英語：The Outcast，对梅尔维尔的致敬，作于2009–11年，2012年修改）。她的歌剧《奥兰多》根据弗吉尼亚·吴尔夫的同名小说改编，是第一部由女性创作并由维也纳国立歌剧院委托在维也纳演出的长篇歌剧。世界首演于2019年12月8日举行。后来，在行业杂志《歌剧世界》进行的国际评论家投票中，它被选为年度世界首演。
诺伊维尔特对广泛的刺激和表达的可能性感兴趣，在1990年代已经跨越了戏剧、歌剧、广播剧、行为艺术和视频之间的类型界限。这反映在她作品的标题上，例如《弃儿》的副标题“一个音乐装置-剧场”。她给自己设定的目标常是打破既定的音乐会表现形式，以达到一种“流动的形式”。例如，在1998年萨尔茨堡音乐节上她的两场作曲家肖像音乐会的休息时间，她通过几个扬声器将上了发条的玩具乐器的声音传到音乐厅的观众席上，同时将视觉效果现场投射到屏幕上，创造出一种沉浸式的听觉体验。此外，作品中还插入了耶利内克为观众的动作和言行所写的“字幕”。她的作品包含了艺术效果从音乐厅到公共空间的明确扩展，例如《说话的房子》（英語：Talking Houses，1996年）中，为奥地利德意志兰茨贝格广场上的商店设计的声音装置（与汉斯·霍费尔（Hans Hoffer）共同创作）；以及在巴黎伊戈尔·斯特拉文斯基广场的声音装置《…破灭的时光…或冥界的对话》（法語：...le temps désechanté ... ou dialogue aux enfers，2005年）。这部作品是受巴黎IRCAM委托创作，使用了一个动作捕捉相机，让电子声学的声音与在广场上移动的人流互动。随着路人数量的增加，音乐不断地根据预先设置的参数变化。然而，巴黎警方最终下令关闭了这个声音装置。

### 2007年至今
诺伊维尔特对音乐和视觉艺术之间的交集的关注在2007年达到了顶峰，她参加了文献十二的当代艺术展览，为该展览制作了一个声音/电影装置。此外，她还撰写文本和电影剧本，以及制作短片、表演和摄影系列，不断扩大她的活动领域。
她还创作了许多电影配乐，包括为默片《对角交响曲》（1923年）、《该死的战争》（1914年）和《没有犹太人的城市》（1924年）重新配乐，以及库尔特·迈尔（Kurt Mayer）和约瑟夫·达伯尼希（Josef Dabernig）电影的配乐。她还为导演米歇尔·格拉沃格的故事片《爸爸的游戏》（2009年在柏林国际电影节放映）和导演维罗妮卡·弗兰茨（Veronika Franz）和赛佛林·费奥拉（Severin Fiala）的《晚安妈咪》（2014年在威尼斯电影节上首映）创作音乐。此外，她还与法国装置、录像和概念艺术家多米尼克-冈萨雷斯-弗尔斯特合作，创作了多媒体装置《…所发生的…》（法語：...ce qui arrive...，2003/04年）。
诺伊维尔特长期以来一直在反思专业作曲家的日常生活，尤其是女性作曲家，这些群体在当代艺术圈子里相当边缘化。她在一些文本中清楚地传达了她对这个问题的想法。她经常在政治问题上表达自己的观点，呼吁对社会和政治变化保持警惕；例如，在2000年9月19日举行的群众抗议活动中，她在维也纳国家歌剧院前发表了题为《我不会让我的存在于闹声中淹没》（德語：Ich lasse mich nicht wegjodeln）的演讲。

## 合作与教学
诺伊维尔特接受了许多国际机构的委托，包括卡内基音乐厅、琉森音樂節、汉堡易北愛樂廳、维也纳现代音乐节、维也纳国家歌剧院等等。她是1999年萨尔茨堡音乐节、2000年安特卫普交响乐团、2002年和2016年的琉森音乐节、2011年的巴黎秋季音乐节（法語：Festival d'Automne à Paris）以及2019年汉堡易北爱乐厅和维也纳音乐厅的驻场作曲家。她的作品被指挥家皮埃尔·布列兹、厄特沃什·彼得、马蒂亚斯·平切尔、瓦列里·捷杰耶夫、丹尼尔·哈丁、苏珊娜·迈尔基、弗朗索瓦-格扎维埃·罗特和阿倫·基爾伯特等人诠释、演奏。领先的交响乐团和乐队已将诺伊维尔特的作品纳入他们的曲目，包括维也纳爱乐乐团、柏林爱乐乐团、纽约爱乐、柏林德意志交響樂團、BBC交響樂團、BBC蘇格蘭交響樂團、伦敦交响乐团、法國廣播愛樂樂團、北德廣播易北愛樂樂團、巴伐利亞廣播交響樂團、维也纳ORF广播交响乐团、跨当代乐队、现代乐队、国际当代乐队、塔利亚乐队（Talea Ensemble）、Klangforum Wien、倫敦小交響樂團、音乐工厂乐队、Phace乐队和阿迪蒂弦乐四重奏组。许多独奏家、独唱家，包括霍坎·哈登贝里耶、安托万·塔梅斯蒂、托马斯·拉彻、约亨·科瓦尔斯基、罗宾·舒尔科夫斯基（Robyn Schulkowsky）、马里诺·福尔门蒂（Marino Formenti）、克莱尔·蔡斯、安德鲁·沃茨、加思·诺克斯和尼古拉斯·霍奇斯都参加了诺伊维尔特作品的演出。
诺伊维尔特还经常与其他艺术流派的艺术家合作，如建筑师彼得·卒姆托（2017年布雷根茨艺术馆）、纽约渐近线建筑的建筑师（2017年卡尔斯鲁厄艺术与媒体中心）以及计算机音乐和音频/声学研究艺术家马库斯·诺伊斯特尼希（Markus Noisternig）。她还与视频艺术家塔尔·罗斯纳合作，2016年在巴黎蓬皮杜中心创作了互动装置《幻灭岛》（英語：Disenchanted Island）。
她是巴伐利亚美术学院、柏林艺术学院和瑞典皇家音乐学院的成员。
自2021年起，她在维也纳的音乐和表演艺术大学担任教授。

## 奖项
- 1997年：第一储蓄银行作曲奖（德语：Erste-Bank-Kompositionspreis）
- 1999年：欣德米特奖（英语：Hindemith Prize）、恩斯特·冯·西门子作曲家奖
- 2000年：恩斯特·克热内克奖（德语：Ernst-Krenek-Preis）（凭借歌剧《羔羊节》）
- 2008年：海德堡女艺术家奖
- 2009年：南岸演出奖（凭借《妖夜慌踪》）
- 2010年：大奥地利国家奖（英语：Grand Austrian State Prize）[47]
- 2010年：不伦瑞克路易斯·施波尔音乐奖（德语：Louis Spohr Musikpreis Braunschweig）
- 2011年：奥地利电影奖（英语：Austrian Film Award）提名（凭借《爸爸的游戏》配乐）
- 2014年：奥地利电影奖（英语：Austrian Film Award）提名（凭借《晚安妈咪》配乐）
- 2017年：德国音乐作者奖（英语：German Music Authors' Prize）（管弦作品类）
- 2019年：克里斯托夫和斯特凡·卡斯克基金会奖（英语：Prize of the Christoph and Stephan Kaske Foundation）
- 2019年：奥地利科学和艺术勋章（英语：Austrian Decoration for Science and Art）
- 2020年：罗伯特舒曼诗歌和音乐奖（英语：Robert Schumann Prize for Poetry and Music）
- 2021年：沃爾夫藝術獎（音乐类）[48]
- 2021年：回声音乐古典奖：年度作曲家[49]
- 2022年：格劳梅耶作曲奖（英语：Grawemeyer Award for Music Composition）（凭借歌剧《奥兰多》）
- 2022年：恩斯特·冯·西门子音乐奖[50]

## 作品
诺伊维尔特的作品主要由里科尔迪出版社和博浩出版社出版；在作曲生涯早期，她也自行发表了一些作品。以下是她已发表作品的列表。

### 舞台作品
- Der Wald – Ein tönendes Fastfoodgericht（1989/90年），基于艾尔弗雷德·耶利内克的文本
- Die Schamlosen oder Ein Spektakel in einem Akt（1990年）
- Körperliche Veränderungen（1990/91年）
- Bählamms Fest（1997/98年）
- The Long Rain（2000年）
- Lost Highway（2002/03年）
- American Lulu（2006/12年）
- The Outcast（2010年）
- Orlando（2017/19年）

### 管弦乐团作品
- Cthulhu-ludium – Vor Der Dunkelheit（1991年），为管弦乐团
- Quingelquingelquis Weg durchs Orchester（1992年），为儿童管弦乐团
- Sans soleil（1994年），为管弦乐团和现场电子装置
- Photophorus（1997年），为管弦乐团
- Clinamen / Nodus（1999年），为管弦乐团
- anaptyxis（2000年），为管弦乐团
- locus...doublure...solus（2001年），为钢琴和管弦乐团
- Zefiro aleggia... nell’infinito（2004年），为巴松管和管弦乐团
- ... miramondo multiplo...（2006年），为小号和管弦乐团
- only an end（2009年），为管弦乐团
- Remnants of songs... an Amphigory（2009年），为中提琴和管弦乐团
- Masaot/Clocks without Hands（2013年），为管弦乐团
- Trurliade - Zone Zero（2016年），为打击乐和管弦乐团
- Aello - ballet mécanomorphe（2016/17年），为长笛和管弦乐团
- Keyframes for a Hippogriff（2019/20年），为女中音/假聲男高音、童声合唱团和管弦乐团
- coronAtion V: Spraying Sounds of Hope（2020年），为管乐团
- EVVIVA!（2020年），为管弦乐团
- Dreydl（2021年），为管弦乐团

### 乐队作品
- Let’s Play, Play, Play（1992年），为单簧管、2把小号、打击乐、雷鸣器和弹音器
- Worddust of Minraud（1992年），为4个声乐组
- Aufenthalt（1992/93年），为管弦乐队和视频
- Lonicera caprifolium（1993年），为管弦乐队和磁带
- La vie...ulcérant(e)（1995年），为女中音/假声男高音和管弦乐队
- Vampyrotheone（1995年），为管弦乐队
- Hooloomooloo（1996/97年），为管弦乐队和磁带
- Instrumental-Inseln（1997/99年），为管弦乐队和现场电子装置
- Hommage à Klaus Nomi（1998年），为女中音/假声男高音和管弦乐队
- Suite für Theremin und Ensemble（1999年），为管弦乐队
- Zwei Duette（2000年），为管弦乐队
- Construction in space（2000/01年），为四名独奏、管弦乐队和现场电子装置
- ecstaloop（2001年），为女高音、朗读者、取样器和管弦乐队
- locus...doublure...solus（2001年），为钢琴和管弦乐队
- torsion: transparent variation（2001年），为巴松管和管弦乐队
- No more secrets, no more lies（2004年），为人声和管弦乐队
- ... ce qui arrive...（2004年），为人声、视频、磁带和管弦乐队
- ... ce qui arrive...（2004/12年），为两组管弦乐队、采样和现场电子装置
- spazio elastico（2005年），为管弦乐队
- horizontal/vertikal（2007年），《对角交响曲》的配乐，为管弦乐队
- ... miramondo multiplo...（2007年），为小号和管弦乐队
- Lost Highway Suite（2008年），为6名独奏和管弦乐队
- 米夏埃尔·格拉沃格电影《爸爸的游戏》配乐（2008年），为管弦乐队
- Un posto nell’acqua（2009年），为管弦乐队
- Ishmaela's White World（2011/12年），为女高音和管弦乐队
- Piazza dei numeri（2012/13年），为女高音和管弦乐队
- Maudite soit la guerre（2014年），为合成器、取样器和管弦乐队
- Le Encantadas o le avventure nel mare delle meraviglie（2014/15年），为管弦乐队和现场电子装置
- Eleanor（2014/15年），为合成器、取样器和管弦乐队
- Die Stadt ohne Juden（2017年），为采样器、管弦乐队和电子装置
- According to What（2022年），为大提琴、打击乐和室内管弦乐团

### 室内乐
- !?dialogues suffisants!?（1991/92年），为大提琴、打击乐和磁带
- Canon of Funny Phases（1992年），为16台视频监视器、2根单簧管、2把大提琴和2把小号
- Five Daily Miniatures（1994年），为低音單簧管、钢琴、小提琴和大提琴
- Akroate Hadal（1995年），为弦乐四重奏
- Quasare / Pulsare（1995/96年），为小提琴和钢琴
- Quasare / Pulsare（1995年/2005年），为长笛和钢琴
- Pallas / Construction（1996年），为3架爵士鼓和现场电子装置
- Elfi und Andi（1996/97年），为朗读者、电吉他、键盘、低音单簧管、中音萨克斯和2张CD
- Nova Mob（1997年），为2名女高音、2名次女高音和2名女中音和磁帶錄音機
- Nova Mob（1997年/2005年），为女高音、次女高音、假声男高音、男高音、男中音、男低音和6张磁带桌
- Ondate（1998年），为萨克斯四重奏
- Ondate II（1998年），为2根低音单簧管
- Fondamenta（1998年），为低音单簧管、上低音萨克斯和大提琴
- Fondamenta II（1998年），为2根低音单簧管和大提琴
- …morphologische Fragmente…（1999年），为女高音、单簧管、小提琴、大提琴、钢琴和打击乐
- voluta / sospeso（1999年），为低音号、单簧管、小提琴、大提琴、打击乐和钢琴
- Settori（1999年），为弦乐四重奏
- Zwei Räthsel von W.A.M.（1999年），为中提琴、大提琴、打击乐、磁带和现场电子装置
- ...ad auras...（1999年），为2把小提琴和打击乐
- voluta / sospeso（1999年/2005年），为长笛、中提琴、大提琴、打击乐和钢琴
- Verfremdung/Entfremdung（2002年），为长笛、钢琴和6轨磁带
- Verfremdung/Entfremdung（2003年），为高音萨克斯、钢琴和6轨磁带
- Marsyas II（2005年），为长笛、中提琴、大提琴和钢琴
- ‘tintarella di luna’（2005/13年），为假声男高音和钢琴
- In Nacht und Eis（2006年），为巴松管和大提琴
- In Nacht und Eis（2006年作，2007年改编），为巴松管和手风琴
- in the realms of the unreal（2009/11年），为弦乐四重奏
- Georg Baselitz（2021年），为弦乐四重奏和采样
- Quasare / Pulsare II（2016年），为钢琴、小提琴和大提琴
- coronAtion II: Naufraghi del mondo che hanno ancora un cuore（2020年），为钢琴、长笛、单簧管、小提琴和中提琴
- coronAtion III: spreading a dying spark（2020年），为单簧管、低音提琴和萨克斯
- coronAtion IV: whoever brought me here（2020年），为1-3名打击乐手

### 独奏作品
- Schlagschatten（1992年），为巴松管、计算机生成磁带和效果处理器
- Spleen I（1994年），为单簧管
- Spleen II（1994/99年），为长笛
- Spleen III（1994年/2001年），为萨克斯
- ...?risonanze!...（1996/97年），为柔音中提琴
- Nova / Minraud（1998年），为女高音
- incidendo / fluido（2000年），为钢琴和2张CD
- Marsyas（2003/04年），为钢琴
- torsion（2003/05年），为巴松管
- Laki（2006/11年），为小号
- Addio...sognando（2009年），为小号和4轨磁带
- Weariness heals wounds I（2014年），为中提琴
- Trurl-Tichy-Tinkle（2016年），为钢琴
- Magic Flu-idity（2018年），为长笛
- fumbling & tumbling（2018年），为小号
- coronAtion I: io son ferito ahimè（2020年），为爵士鼓

## 延伸阅读
- Service, Tom. . The Guardian (London). 2012年8月7日  [2020年11月12日]. （原始内容存档于2022年7月19日）.
- Bettina Flitner: Frauen mit Visionen – 48 Europäerinnen. Mit Texten von Alice Schwarzer. Knesebeck, München 2004, ISBN 9783896602114, pp. 154–157.
- Olga Neuwirth: Bählamms Fest: Ein venezianisches Arbeitsjournal 1997–1999, Droschl Verlag, Graz 2003, ISBN 3854206399.